# Carrion (jeu vidéo)
Pour les articles homonymes, voir Carrion.
Carrion est un jeu vidéo d'horreur développé par Phobia Game Studio et édité par Devolver Digital,,.
Le jeu est sorti, en format dématérialisé, le 23 juillet 2020 sur Microsoft Windows, Linux, macOS Nintendo Switch et Xbox One. Il a par la suite été porté sur PlayStation 4, PlayStation 5, Amazon Luna, Android et iOS.

## Système de jeu
Le joueur contrôle un monstre amorphe et tentaculaire, ce dernier doit se frayer un chemin à travers une installation, ramper à travers elle et tuer des scientifiques et des soldats. Au fur et à mesure que le jeu progresse, le joueur peut obtenir des améliorations diverses.

## Développement
Carrion est développé par Phobia Game Studio, un développeur de jeux indépendants basé à Varsovie, en Pologne.

## Commercialisation
Phobia Game Studio a publié une version de démonstration du jeu sur Steam en octobre 2019.
Carrion est sorti sur Microsoft Windows, Nintendo Switch, Xbox One, et PlayStation le 23 juillet 2020.